# Cheiracanthium unicum
Cheiracanthium unicum is een spinnensoort uit de familie Cheiracanthiidae.
De wetenschappelijke naam van de soort werd in 1906 gepubliceerd door Friedrich Wilhelm Bösenberg & Embrik Strand.